# Вісньова (Ропчицько-Сендзішовський повіт)
Вісньова (пол. Wiśniowa) — село в Польщі, у гміні Івежиці Ропчицько-Сендзішовського повіту Підкарпатського воєводства.
Населення — 721 особа (2011).
У 1975-1998 роках село належало до Ряшівського воєводства.

## Демографія
Демографічна структура станом на 31 березня 2011 року:
|          | Загалом | Допрацездатний вік | Працездатний вік | Постпрацездатний вік |
| -------- | ------- | ------------------ | ---------------- | -------------------- |
| Чоловіки | 377     | 74                 | 253              | 50                   |
| Жінки    | 344     | 70                 | 185              | 89                   |
| Разом    | 721     | 144                | 438              | 139                  |